# Josep Massanès i Mestres

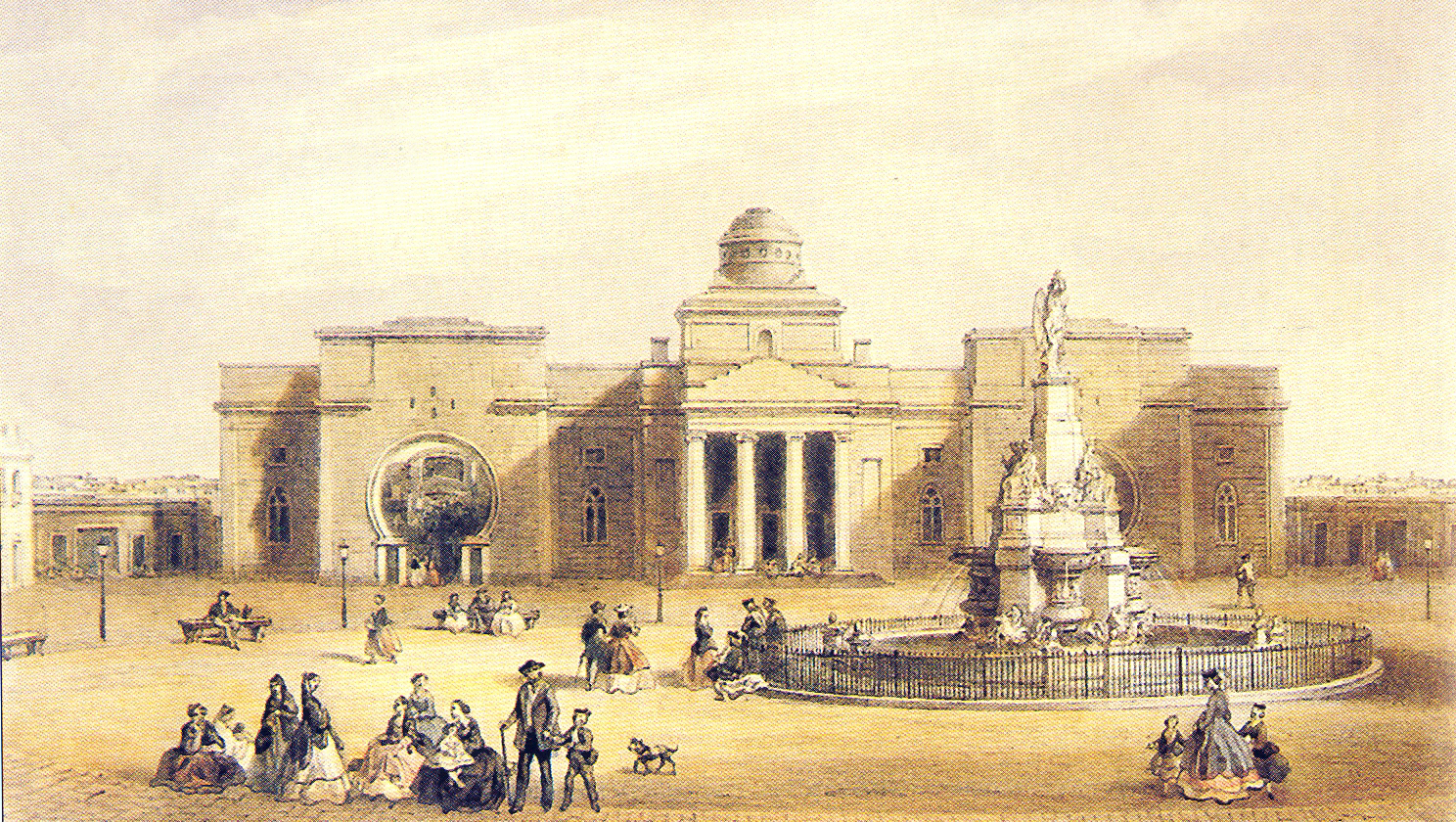
Portal de Mar, litografia d'Isidore Laurent Deroy.

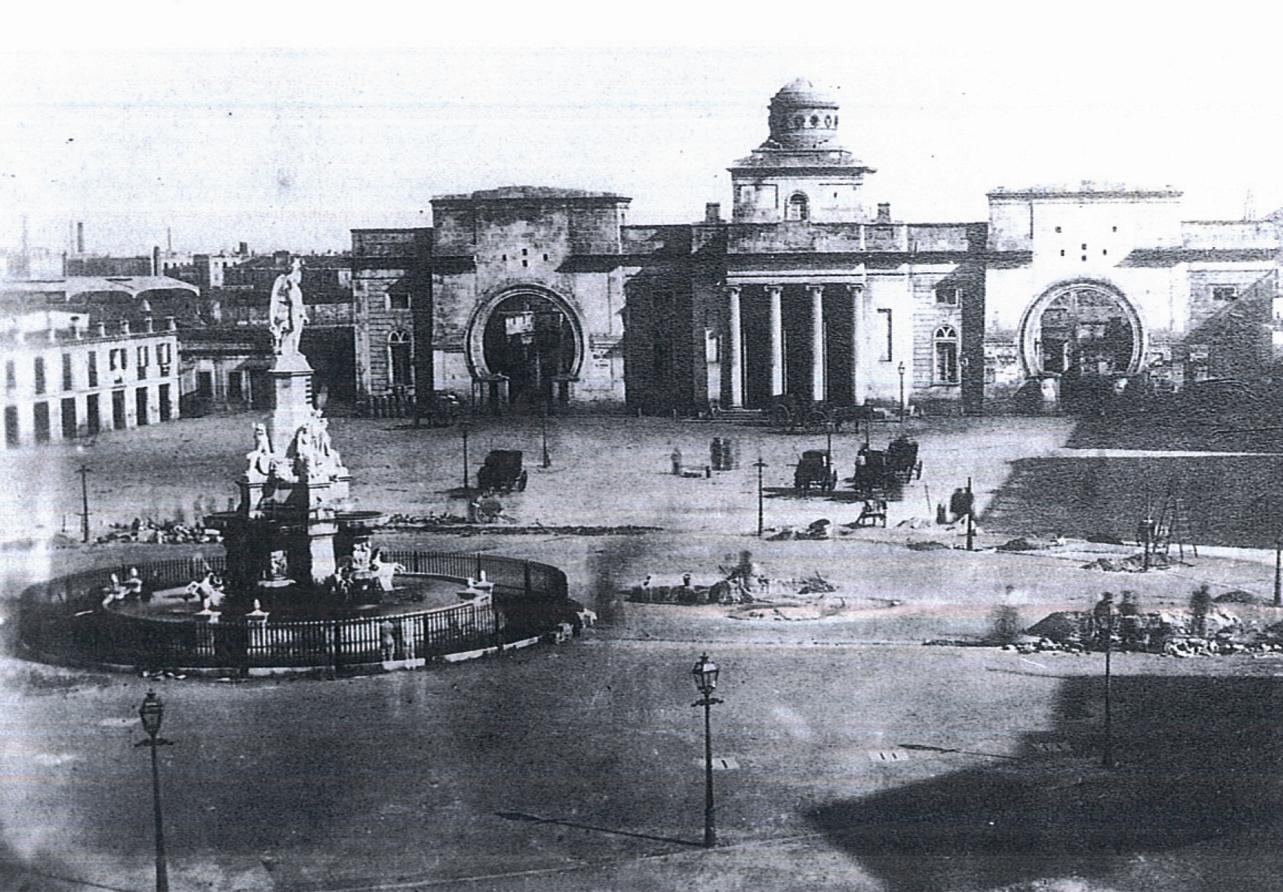
Portal de Mar cap al 1858, amb la font del Geni Català.

Josep Massanès i Mestres (Barcelona, 1777 - ibídem, 1857) va ser un arquitecte i enginyer militar català.

## Biografia
Es va formar a l'Escola de la Llotja de Barcelona. Va ingressar en l'exèrcit amb l'esclat de la Guerra del Francès (1808), com a capità de sapadors. El 1811 va participar en l'intent d'alliberament del Castell de Montjuïc. El 1825 va ser nomenat comandant del regiment d'infanteria Cantàbria. El 1832 va obtenir el títol d'arquitecte per la Reial Acadèmia de San Fernando. El 1844 va ascendir a tinent coronel, i poc després a coronel.
D'ideologia constitucionalista i liberal, va estar confinat entre 1827 i 1829, passant a l'exili a França fins a l'amnistia de 1832.
El 1818 va presentar al capità general Castaños una primera idea per a un eixample de Barcelona, que no es va portar a la pràctica. A l'any següent va ser destinat a Tarragona, on va aixecar un plànol topogràfic de la ciutat. Aquest any va demanar permís per participar en la Guerra d'independència de Grècia, però li va ser denegat.
El 1819 va realitzar el sepulcre del pare del general Castaños a l'església de la Mare de Déu del Lledó a Valls.
Per encàrrec de la Diputació de Barcelona, el 1821 es va ocupar del traçat de la divisió de Catalunya en quatre províncies.
El 1833 es va encarregar de la reforma del Pla de Palau, i entre 1844 i 1848 va construir a la mateixa plaça el Portal de Mar, un monumental pòrtic d'accés a la Barceloneta des de la plaça, que va ser enderrocat el 1859. D'estil eclèctic, barrejava elements clàssics, gòtics i orientals, i estava format per una porta amb quatre columnes jòniques, frontó esglaonat i cúpula, mentre que en els laterals se situaven uns monumentals arcs de ferradura ultrapassats recolzats sobre dobles columnes.
Massanès va ser autor també d'un pla d'eixample el 1838, que comprenia el triangle situat entre Canaletes, la plaça de la Universitat i la plaça d'Urquinaona, i que ja esbossava el que seria la plaça de Catalunya, situada al centre del triangle. Va ser autor també dels traçats dels carrers Cervantes i Sobradiel i del passeig del Cementiri.
Va ser acadèmic de la Reial Acadèmia de Belles Arts de San Fernando.
Va ser pare de l'escriptora Maria Josepa Massanés i Dalmau.